# Henry Carlsson
Pour les articles homonymes, voir Carlsson.
Nils Gustav Henry « Garvis » Carlsson était un footballeur suédois né le 27 octobre 1917 à Falköping et mort le 28 mai 1999. Il évoluait au poste d'avant-centre.

## Carrière
- avant 1930 : IK Göta Falköping  Suède
- 1930-1939 : Falköping GIS  Suède
- 1939-1948 : AIK de Stockholm,  Suède
- 1948-1949 : Stade français-Red Star  France
- 1949-1953 : Atlético de Madrid  Espagne

## Palmarès
- Suède : 26 sélections et 17 buts (1941-1949)
- Médaille d'or aux JO de 1948
- Champion d'Espagne (1950, 1951)